# Amara aenea
Espèce
Amara aenea est une espèce d'insectes coléoptères, de la famille des carabidés et du genre des Amara.

## Description
Corps très convexe, de couleur vert foncé brillant ; élytres finement striés. Les trois premiers articles antennaires ainsi que les tibias sont roux.

## Biologie
Se déplace rapidement sur le sol parmi les plantes basses ou les espaces dégagés et secs. Peut voler. Il est omnivore.

## Répartition
Amara aena est présent en France (dont Nord-Pas-de-Calais et Lorraine.)

## Synonymie
Selon BioLib (20 août 2014) :
- Amara (Amara) devillei Jeannel, 1942
- Amara (Amara) palanda Jedlička, 1957
- Amara (Amara) sincera Lutshnik, 1933
- Amara (Amara) sororcula Tschitscherin, 1895
- Amara (Amara) thisbe Antoine, 1951
- Amara aenea var. luciae Antoine, 1943
- Amara aeneus
- Amara devincta Casey, 1918
- Amara maculipes Grimmer, 1841
- Amara palustris Gistel, 1857